# Ano Internacional da Geofísica

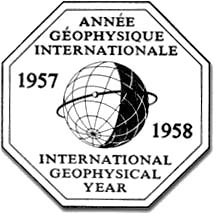
Logotipo do Ano Internacional da Geofísica

O Ano Internacional da Geofísica foi proclamado pela Assembleia Geral da ONU, como sendo o de 1957. Seu objetivo era congregar os esforços dos países que aderiram à campanha no sentido de proporcionar uma maior e melhor compreensão dos fenômenos relacionados à Terra.
1957 foi o primeiro dos Anos Internacionais proclamados pela ONU, e a Geofísica seu primeiro alvo de desforço internacional concentrado, neste período.
O esforço reuniu cerca de 60 mil pesquisadores, de um universo de 66 países.
Além do meio científico, visava a conscientização da sociedade civil e organismos estatais para o estudo da estrutura, composição, propriedades físicas e processos dinâmicos do Planeta.
Como repercussão, em 2007 a ONU veio a instituir o Ano Internacional da Heliofísica, relembrando o cinquentenário dessa data e estendendo o desforço internacional para o estudo e divulgação da interação dos astros do Sistema Solar.
60 mil cientistas de 66 nações diferentes se organizaram para mobilizar o maior número de pessoas em torno das questões científicas sobre a Terra. Assim, o Ano Internacional da Geofísica, em 1957, tinha como objetivo sensibilizar a sociedade civil e organizações governamentais sobre o estudo da estrutura, da composição, das propriedades físicas e dos processos dinâmicos da Terra.

## Resumo
O Ano Internacional da Geofísica (AIG), proclamado pela Assembleia Geral das Nações Unidas em 1957 como o primeiro de uma série de Anos Internacionais, foi um esforço coordenado globalmente para a compreensão dos processos físicos da Terra. O evento reuniu cerca de 60 000 cientistas e técnicos de 66 países, embora outras fontes indiquem 67 países participantes. 

## Histórico
A concepção do AIG foi inspirada nos Anos Polares Internacionais de 1882–1883 e 1932–1933, mas com escopo ampliado para a investigação global dos fenômenos geofísicos. A proposta surgiu em 1950, em reunião de cientistas como Lloyd Berkner, Sydney Chapman e outros, e foi oficializada em 1952 pelo Conselho Internacional de Uniões Científicas (ICSU), que criou o Comité Especial para o Ano Geofísico Internacional (CSAGI) para coordenar os trabalhos.

## Realização
O AIG decorreu de 1.º de julho de 1957 a 31 de dezembro de 1958, coincidindo com um período de máximo solar. Participaram cientistas de diferentes blocos políticos, incluindo Estados Unidos e União Soviética, em plena Guerra Fria. 
Foram investigadas diversas áreas das ciências da Terra, incluindo: auroras e brilho atmosférico, raios cósmicos, geomagnetismo, glaciologia, gravidade, física ionosférica, determinação precisa de longitude e latitude, meteorologia, oceanografia, sismologia, atividade solar e tecnologias de foguetes e satélites. Estações científicas foram estabelecidas em regiões remotas como a Antártida, onde muitas permanecem ativas até hoje.

## Resultados
Entre as realizações mais notáveis do AIG estão:
- O lançamento de satélites artificiais como o Sputnik 1 (URSS) e o Explorer 1 (EUA), este último responsável pela descoberta dos Cinturões de Van Allen[5].
- A confirmação da existência das dorsais meso-oceânicas, fortalecendo a teoria da tectônica de placas[2].
- A criação do World Data Center para armazenamento e partilha dos dados científicos coletados, sistema que mais tarde evoluiu para o World Data System[2].
- Contribuição significativa para a assinatura do Tratado da Antártida em 1959[7].

## Legado
O AIG deixou um legado duradouro na cooperação científica internacional, especialmente na coordenação de grandes projetos multinacionais durante períodos de tensão política. Também motivou a criação de organismos como o Committee on Space Research (COSPAR) e o Scientific Committee on Antarctic Research (SCAR). Inspirou iniciativas posteriores, como o Ano Internacional da Heliofísica (2007) e o Ano Polar Internacional (2007–2008).